# Suezichthys aylingi
Suezichthys aylingi är en fiskart som beskrevs av Russell, 1985. Suezichthys aylingi ingår i släktet Suezichthys och familjen läppfiskar. IUCN kategoriserar arten globalt som livskraftig. Inga underarter finns listade i Catalogue of Life.